# Bell Labs
Nokia Bell Labs (anteriormente llamados AT&T Bell Laboratories, Bell Telephone Laboratories y Bell Labs) es una compañía estadounidense de investigación y desarrollo científico, actualmente propiedad de la empresa finlandesa Nokia. Su sede se encuentra en Murray Hill, Nueva Jersey, además de tener laboratorios en otros lugares de los Estados Unidos y en otros países, incluida España. Su origen se remonta a los Laboratorios Telefónicos Bell, fundados en el año 1925 por la empresa AT&T y que luego fueron propiedad de Lucent Technologies.
Durante muchos años, los laboratorios manejaron uno de los presupuestos más elevados en el mundo de la investigación tecnológica a raíz del monopolio ejercido por AT&T en la industria telefónica estadounidense. Entre sus patentes y descubrimientos más importantes destacan el transistor, el láser, la fibra óptica, la tecnología DSL, la telefonía móvil, los satélites de comunicaciones, el sistema operativo Unix, el reloj de cuarzo, la célula solar, el sensor CCD, el mosfet, la teoría de la información, la libreta de un solo uso, el lenguaje de programación B, el lenguaje de programación C, el lenguaje de programación C++, y el mapa de Karnaugh. Sus investigadores han ganado nueve Premios Nobel, cuatro Premios Turing, dos Grammy y un Emmy.
En 1984, a raíz de la reestructuración de AT&T, una parte de los laboratorios se convirtió en la empresa Bellcore. El resto pasó a formar parte de Lucent Technologies en 1996 y posteriormente sus empleados fueron divididos entre los departamentos de investigación y desarrollo de las empresas AT&T Research y Lucent Technologies. Bell Labs permaneció en esta última, y ha continuado como una referencia mundial de innovación tecnológica tras la fusión con Alcatel para formar Alcatel-Lucent, y su posterior adquisición por Nokia.

## Cronología

Logotipo de Bell Laboratories (1969 - 1983)

Algunos hechos importantes sobre estos laboratorios.
- 1869: Elisha Gray y Enos N. Barton crean una pequeña firma de fabricación llamada Gray and Barton en Cleveland. Tres años más tarde, la firma, entonces situada en Chicago, cambia su nombre a Western Electric Manufacturing Company.

- 1881:  American Bell se hace con unos intereses de la Western Electric y la convierte en la única desarrolladora de equipamiento para las empresas de telefonía Bell.

- 1925: Bell Telephone Laboratories se crea a partir la consolidación de la Western Electric Research Laboratories, una parte del departamento de ingeniería de AT&T creada en 1907.

- 1927: Primera transmisión de televisión a larga distancia, desde Washington hasta Nueva York.

- 1937: Clinton J. Davisson, de Bell Labs, gana el premio Nobel por su confirmación experimental de la naturaleza ondulatoria de los electrones.

- 1946:  Después de tener un rol crítico a la hora de aprovisionar equipamiento de comunicaciones a la armada Americana en la II Guerra Mundial, la Western Electric dedica sus esfuerzos a satisfacer la demanda de teléfonos, produciendo la cifra récord de 4 millones de unidades.

- 1947: A mediados de los 1940, Bell Labs crea el concepto de “celular”, desarrollando el primer servicio de telefonía móvil. Bell Labs inventa el transistor. Tres científicos más de Bell Labs reciben el premio Nobel Walter Houser Brattain, William Shockley, y John Bardeen.

- 1948:  Claude Shannon cuantifica la información (Teoría de la Información) y da a los ingenieros un máximo teórico basado en las matemáticas de la capacidad de transporte de información para cualquier sistema de comunicación.

- 1954: Bell Labs desarrolla la célula fotovoltaica. Convierte la energía solar directamente en electricidad.

- 1956: El primer cable de teléfono transatlántico se pone en servicio. Es capaz de ofrecer hasta 36 llamadas simultáneas.

- 1957: Se inventa el láser en los laboratorios Bell.

- 1962: Bell Labs construye y lanza con éxito el Telstar 1, el primer satélite de comunicaciones en órbita.

- 1969: Ken Thompson y Dennis Ritchie desarrollan el sistema operativo UNIX. Este y el lenguaje de programación C son desarrollados entre 1969 y 1978.

- 1979: Bjarne Stroustrup desarrolla el lenguaje de programación C++.

- 1980: Bell Labs introduce el chip de procesamiento de señal digital.

- 1998: Horst Stormer y otros dos investigadores de Bell Labs reciben el premio Nobel de física por el descubrimiento de cargas fraccionarias en el efecto Hall cuántico.

## Presidentes
|    | Periodo       | Nombre               | Información personal (b. - nacimiento) |
| -- | ------------- | -------------------- | -------------------------------------- |
| 14 | 2021-presente | Peter Vetter         |                                        |
| 14 | 2021-presente | Thierry Klein        |                                        |
| 13 | 2013–2021     | Marcus Weldon        | b. 1968                                |
| 12 | 2013–2013     | Gee Rittenhouse      |                                        |
| 11 | 2005–2013     | Jeong Hun Kim        | b. 1961                                |
| 10 | 2001–2005     | Bill O'Shea          | b. 1957                                |
| 9  | 1999–2001     | Arun Netravali       | b. 1946                                |
| 8  | 1995–1999     | Dan Stanzione        | b. 1945                                |
| 7  | 1991–1995     | John Sullivan Mayo   | b. 1930                                |
| 6  | 1979–1991     | Ian Munro Ross       | 1927–2013                              |
| 5  | 1973–1979     | William Oliver Baker | 1915–2005                              |
| 4  | 1959–1973     | James Brown Fisk     | 1910–1981                              |
| 3  | 1951–1959     | Mervin Kelly         | 1895–1971                              |
| 2  | 1940–1951     | Oliver Buckley       | 1887–1959                              |
| 1  | 1925–1940     | Frank Baldwin Jewett | 1879–1949                              |